# Gain-Scheduling
Unter Gain-Scheduling (engl., ungefähr: „arbeitspunktabhängige Verstärkungseinstellung“) versteht man in der Regelungstheorie einen Ansatz zur Regelung nichtlinearer Systeme mit Hilfe linearer mathematischer Modelle. Der Ausdruck Gain Scheduling wird aus historischen Gründen verwendet und bezieht sich heute nicht mehr bloß auf eine Verstärkung von Signalen, sondern auch auf die Regelung weiterer Parameter eines Prozesses.

## Prinzip
Hierbei wird ein klassisches Gain-Scheduling vom LPV-Gain-Scheduling (Linear parameter-varying control) unterschieden. Das Gain-Scheduling wird der Klasse der adaptiven Regelungen zugeordnet. Der Gain-Scheduling-Reglerentwurf kann wie folgt zusammengefasst werden:
1. Linearisierung des nichtlinearen Systems,
2. Ermittlung eines Schedulingparametervektors, der das nichtlineare Verhalten des Prozesses abbildet,
3. Parametrierung der linearen Systeme und Entwurf linearer Regler,
4. Interpolation der linearen Regler.

## Klassisches Gain-Scheduling
Die Methode des klassischen Gain-Schedulings ermöglicht auf Basis der linearen Systemtheorie, einfache in der Praxis bewährte Regelungen für nichtlineare Regelstrecken zu entwerfen. Typische Anwendungen sind Flugregelungen, Regelungen in der chemischen Prozessindustrie und Regelungen in mechatronischen Systemen. Bei einem klassischen Gain-Scheduling ist der Ausgangspunkt des Entwurfs die Linearisierung des nichtlinearen Systems an einem festen Gleichgewichtspunkt (engl. equilibrium point). Die Linearisierung an einer beliebigen Anzahl fester Prozesspunkte führt auf eine Familie lokal linearer Modelle. Mit der Einführung eines Schedulingparametervektors {\displaystyle {\underline {\phi }}^{g}}  erhält man parametrierte lineare Modelle, die sogenannte Linearisierungsfamilie (engl. family of frozentime linear time-invariant systems). Eine allgemeine Klasse nichtlinearer zeitinvarianter Mehrgrößensysteme kann mit
{\displaystyle {\dot {\underline {x}}}(t)={\tilde {f}}({\underline {x}}(t),{\underline {u}}(t))}
{\displaystyle {\underline {y}}(t)={h}({\underline {x}}(t))}
beschrieben werden. Hierbei sind {\displaystyle {\underline {x}}(t)\in {\mathcal {R}}^{n}} der Zustandsvektor, 
{\displaystyle {\underline {u}}(t)\in {\mathcal {R}}^{p}} der Stellvektor und {\displaystyle {\underline {y}}(t)\in {\mathcal {R}}^{q}}
der Ausgangsvektor und die Abbildungen {\displaystyle {\tilde {f}}:{\mathcal {R}}^{n}\times {\mathcal {R}}^{p}\rightarrow {\mathcal {R}}^{n}}, {\displaystyle {h}:{\mathcal {R}}^{n}\rightarrow {\mathcal {R}}^{q}} seien im Arbeitsraum {\displaystyle {\mathcal {R}}^{n\times p}} stetig differenzierbar. Die Linearisierung des nichtlinearen Systems erfolgt mithilfe der Taylorreihenentwicklung erster Ordnung um einen festen Gleichgewichtspunkt (Arbeitspunkt). Befindet sich das nichtlineare System an einem Gleichgewichtspunkt, erhält man für die Zustandsvektordifferentialgleichung {\displaystyle {\tilde {f}}\left({\underline {x}}^{g},{\underline {u}}^{g}\right)={\underline {0}}.}
Das nichtlineare System wird um einen festen Gleichgewichtspunkt {\displaystyle ({\underline {x}}^{g},{\underline {u}}^{g})} linearisiert. Mithilfe der Taylorreihenentwicklung ergibt sich das linearisierte zeitinvariante System
{\displaystyle \Delta {\dot {\underline {x}}}(t)=A^{g}\Delta {\underline {x}}(t)+B^{g}\Delta {\underline {u}}(t)}
{\displaystyle \Delta {\underline {y}}(t)=C^{g}\Delta {\underline {x}}(t),}
wobei {\displaystyle A^{g},B^{g}} und {\displaystyle C^{g}} die jeweiligen Jacobi-Matrizen am Gleichgewichtspunkt sind. Gain-Scheduling-Regler sind adaptive Regler, bei denen sich die Reglerparameter in Abhängigkeit von den internen Prozessgrößen und/oder externer Größen ändern. Die (ausgewählten) zeitabhängigen Prozessgrößen, die das dynamische Verhalten des nichtlinearen Systems charakterisieren, stellen dann die Schedulingparameter beziehungsweise Schedulingvariablen dar. Diese Parameter werden im Schedulingvektor zusammengefasst. Durch analytische Betrachtungen am Gleichgewichtspunkt lassen sich Verallgemeinerungen zur Bestimmung von Schedulingparametern formulieren. Im stationären Zustand (Ruhelage) gilt 
{\displaystyle {\underline {0}}={\tilde {f}}\left({\underline {x}}^{g},{\underline {u}}^{g}\right).}
Dieses nichtlineare Gleichungssystem setzt sich aus n Gleichungen mit (n+p) Unbekannten zusammen. Die maximale Anzahl der Parameter eines Schedulingvektors ist auf (n+p) beschränkt. Bei der Parametrierung der Menge der Gleichgewichtspunkte 
{\displaystyle {\tilde {\mathcal {G}}}} ergibt sich für den Schedulingvektor {\displaystyle {\underline {\phi }}^{g}\subset ({\underline {x}}^{g},{\underline {u}}^{g})\in {\mathcal {R}}^{n+p}\quad mit\quad p\leq n_{\phi ^{g}}\leq (n+p)}. Durch einen Schedulingvektor {\displaystyle {\underline {\phi }}^{g}} lässt sich somit die definierte Menge der Gleichgewichtspunkte parametrieren: 
{\displaystyle {\tilde {\mathcal {G}}}=\left\{\ ({\underline {x}}^{g},{\underline {u}}^{g})\in {\mathcal {R}}^{n+p}\quad |{\underline {x}}^{g}={\underline {z}}_{x}^{g}({\underline {\phi }}^{g}),{\underline {u}}^{g}={\underline {z}}_{u}^{g}({\underline {\phi }}^{g})\right\}}.
Hierbei sind {\displaystyle {\underline {z}}_{x}^{g}:{\mathcal {R}}^{n_{\phi ^{g}}}\rightarrow {\mathcal {R}}^{n}}  und {\displaystyle {\underline {z}}_{u}^{g}:{\mathcal {R}}^{n_{\phi ^{g}}}\rightarrow {\mathcal {R}}^{p}} Abbildungen, welche die analytischen Abhängigkeiten zwischen {\displaystyle {\underline {x}}^{g}}  bzw. {\displaystyle {\underline {u}}^{g}} und dem Parametervektor {\displaystyle {\underline {\phi }}^{g}}  für die Menge der Gleichgewichtspunkte beschreiben. Für das linearisierte System erhält man das mit dem Schedulingvektor parametrierte System
{\displaystyle \Delta {\underline {\dot {x}}}(t)=A({\underline {\phi }}^{g})\Delta {\underline {x}}(t)+B({\underline {\phi }}^{g})\Delta {\underline {u}}(t)}
{\displaystyle \Delta {\underline {y}}(t)=C({\underline {\phi }}^{g})\Delta {\underline {x}}(t)}.
Wählt man eine endliche Anzahl {\displaystyle n_{\rho }^{g}} verschiedener Gleichgewichtspunkte, erhält man die Linearisierungsfamilie 
{\displaystyle \Delta {\underline {\dot {x}}}(t)=A({\underline {\phi }}_{i}^{g})\Delta {\underline {x}}(t)+B({\underline {\phi }}_{i}^{g})\Delta {\underline {u}}(t)}
{\displaystyle \Delta {\underline {y}}(t)=C({\underline {\phi }}_{i}^{g})\Delta {\underline {x}}(t),\qquad i=0,1,2,\ldots ,n_{\rho }^{g}}.

### Linearer Zustandsreglerentwurf
Unter den verschiedenen Reglerstrukturen haben vor allem die Zustandsregler mit vollständiger Zustandsrückführung  auch beim Anwender einen bedeutenden Stellenwert erlangt. Ein Grund hierfür ist die relativ einfache Struktur. Im Prozess werden die Zustandsgrößen gemessen, dann zurückgeführt und im Regler verarbeitet. Ein weiterer Vorteil ist, dass die Messung der Zustandsgrößen auch mehr Informationen über den Prozess liefert als vergleichsweise die Regelgröße {\displaystyle {\underline {y}}(t)}. Wegen der Forderung nach stationärer Genauigkeit sind Zustandsregler mit I-Anteil eine praktikable Möglichkeit. Dieser Regler lässt sich relativ einfach in Rechnersysteme implementieren. Des Weiteren werden Entwurfsprobleme, wie vergleichsweise bei einer strukturbeschränkten Zustandsrückführung vermieden. Exemplarisch lässt sich für ein Mitglied aus der Linearisierungsfamilie der Entwurf eines linearen Zustandsreglers mit I-Anteil unter Verwendung der Entwurfsmethode Polvorgabe beschreiben. Für das i-te lineare Modell
{\displaystyle \Delta {\underline {\dot {x}}}(t)=A({\underline {\phi }}_{i}^{g})\Delta {\underline {x}}(t)+B({\underline {\phi }}_{i}^{g})\Delta {\underline {u}}(t)}
{\displaystyle \Delta {\underline {y}}(t)=C({\underline {\phi }}_{i}^{g})\Delta {\underline {x}}(t)}
ist ein linearer Zustandsregler mit I-Anteil{\displaystyle \Delta {\underline {\dot {x}}}_{c}(t)=\Delta {\underline {w}}(t)-\Delta {\underline {y}}(t)}
{\displaystyle \Delta {\underline {u}}(t)=-F({\underline {\phi }}_{i}^{g})\Delta {\underline {x}}(t)+V({\underline {\phi }}_{i}^{g})\Delta {\underline {x}}_{c}(t)=-[F({\underline {\phi }}_{i}^{g}),-V({\underline {\phi }}_{i}^{g})]\left({\begin{array}{c}\Delta {\underline {x}}(t)\\[5pt]\Delta {\underline {x}}_{c}(t)\end{array}}\right)}
{\displaystyle \Delta {\underline {u}}(t)=-F^{e}({\underline {\phi }}_{i}^{g})\left({\begin{array}{c}\Delta {\underline {x}}(t)\\[5pt]\Delta {\underline {x}}_{c}(t)\end{array}}\right)\quad mit\quad F^{e}({\underline {\phi }}_{i}^{g})=[F({\underline {\phi }}_{i}^{g}),-V({\underline {\phi }}_{i}^{g})]}
zu entwerfen. Für die um den I-Anteil des Reglers erweiterte Regelstrecke ergibt sich
{\displaystyle \underbrace {\left({\begin{array}{c}\Delta {\dot {\underline {x}}}(t)\\[5pt]\Delta {\dot {\underline {x}}}_{\!\!c\,}(t)\end{array}}\right)} _{\Delta {\dot {\underline {x}}}^{e}}=\underbrace {\left[{\begin{array}{cc}A({\underline {\phi }}_{i}^{g})&{\underline {0}}\\[5pt]-C({\underline {\phi }}_{i}^{g})&{\underline {0}}\end{array}}\right]} _{A^{e}({\underline {\phi }}_{i}^{g})}\left({\begin{array}{c}\Delta {\underline {x}}(t)\\[5pt]\Delta {\underline {x}}_{\!\!c\,}(t)\end{array}}\right)+\underbrace {\left({\begin{array}{c}B({\underline {\phi }}_{i}^{g})\\[5pt]{\underline {0}}\end{array}}\right)} _{B^{e}({\underline {\phi }}_{i}^{g})}\Delta {\underline {u}}(t)+\underbrace {\left({\begin{array}{c}{\underline {0}}\\[5pt]{\underline {I}}\end{array}}\right)} _{E}\Delta {\underline {w}}(t)}
{\displaystyle \Delta {\underline {y}}^{e}(t)=\underbrace {[C({\underline {\phi }}_{i}^{g})\quad {\underline {0}}]} _{C^{e}({\underline {\phi }}_{i}^{g})}\left({\begin{array}{c}\Delta {\underline {x}}(t)\\[5pt]\Delta {\underline {x}}_{c}(t)\end{array}}\right)}.
Für den geschlossenen Regelkreis gilt dann 
{\displaystyle \Delta {\dot {\underline {x}}}^{e}(t)=A^{e}({\underline {\phi }}_{i}^{g})\Delta {\underline {x}}^{e}(t)-B^{e}({\underline {\phi }}_{i}^{g})F^{e}({\underline {\phi }}_{i}^{g})\Delta {\underline {x}}^{e}(t)+E\Delta {\underline {w}}(t)}
{\displaystyle \Delta {\underline {y}}^{e}(t)=C^{e}({\underline {\phi }}_{i}^{g})\Delta {\underline {x}}^{e}(t)}.
Um (asymptotische) Stabilität des i-ten geschlossenen Regelkreises am Gleichgewichtspunkt gewährleisten zu können, müssen die Eigenwerte der Systemmatrix des geschlossenen Regelkreises {\displaystyle A_{cl}^{e}({\underline {\phi }}_{i}^{g})=A^{e}({\underline {\phi }}_{i}^{g})-B^{e}({\underline {\phi }}_{i}^{g})F^{e}({\underline {\phi }}_{i}^{g})} in der linken Hälfte der komplexen Ebene liegen, d. h. {\displaystyle \Re \lbrace \lambda _{j}(A_{cl}^{e}({\underline {\phi }}_{i}^{g}))\rbrace <0\qquad \forall j}. Die Eigenwerte sind die Nullstellen des charakteristischen Polynoms {\displaystyle det[s{\underline {I}}-A_{cl}^{e}({\underline {\phi }}_{i}^{g})]}. Soll dieses Polynom die (Wunsch-)Eigenwerte {\displaystyle \lambda _{j}} haben, so muss 
{\displaystyle det[sI-A_{cl}^{e}({\underline {\phi }}_{i}^{g})]~{\stackrel {!}{=}}~\prod _{j=1}^{\tilde {n}}(s-\lambda _{j})} gelten.
Denkt man sich die Determinante berechnet und das Produkt ausmultipliziert, erhält man eine komplexe (nichtlineare) Gleichung. Insbesondere für den hier betrachteten Mehrgrößenfall ist dann aber die Berechnung der Elemente der Reglermatrix {\displaystyle F_{i}^{e}({\underline {\phi }}^{g})} sehr aufwendig. Lediglich im Eingrößenfall ist es relativ einfach, das heißt mittels Koeffizientenvergleich, die Elemente des Reglervektors {\displaystyle f_{i}^{e}({\underline {\phi }}^{g})} zu ermitteln.

### Interpolation der linearen Zustandsregler
Der letzte Schritt des Gain-Scheduling-Reglerentwurfes, das heißt die Interpolation der linearen Regler, führt unmittelbar auf den nichtlinearen Gesamtregler. Der Wahl der Interpolationsmethode kommt somit für den Entwurf eines Gain-Schedulingreglers eine besondere Bedeutung zu. Folgende Interpolationsvarianten werden favorisiert:
- Analytische Interpolation[6]
- Lineare Interpolation zweier Regler[7][8]
- Lokales Reglernetzwerk auf Grundlage normierter Gaußscher Radial-Basisfunktionen.[9][10]

#### Interpolation mittels Reglernetzwerk auf Grundlage normierter Gaußscher Radial-Basisfunktionen
Bei einem Reglernetzwerk werden die lokalen Reglerparametermatrizen  {\displaystyle F({\underline {\phi }}_{i}^{g}),V({\underline {\phi }}_{i}^{g})} mit den Wichtungsfunktionen, d. h. den sogenannten Gültigkeitsfunktionen,
{\displaystyle {\rho }_{1},\ldots ,{\rho }_{n_{\rho }^{g}}} verknüpft (multipliziert). Die Reglerparametermatrizen der lokal entworfenen Regler werden so in Abhängigkeit von der Entfernung vom jeweiligen Entwurfsprozesspunkt unter Verwendung der Gültigkeitsfunktionen gewichtet.
Ein auf diese Weise entworfener Gain-Schedulingzustandsregler mit I-Anteil lässt sich wie folgt angeben
{\displaystyle {\dot {\underline {x}}}_{c}(t)={\underline {w}}(t)-{\underline {y}}(t)}
{\displaystyle {\underline {u}}(t)=-\sum _{i=1}^{n_{\rho }^{g}}\rho _{i}({\underline {\phi }}({\underline {x}}(t)))F({\underline {\phi }}_{i}^{g}){\underline {x}}(t)+\sum _{i=1}^{n_{\rho }^{g}}\rho _{i}({\underline {\phi }}({\underline {x}}(t)))V({\underline {\phi }}_{i}^{g}){\underline {x}}_{c}(t).}
Die Gültigkeitsfunktionen müssen der Bedingung
{\displaystyle \sum _{i=1}^{n_{\rho }^{g}}\rho _{i}({\underline {\phi }}({\underline {x}}(t)))=1\qquad \forall {\underline {\phi }}({\underline {x}}(t))\in \Phi }
genügen. Den Gültigkeitsfunktionen werden Werte zwischen 
{\displaystyle \rho _{i}({\underline {\phi }}({\underline {x}}(t)))\in [0;1]}
zugeordnet. Als Gültigkeitsfunktionen werden vorrangig stetige, konvexe Funktionen verwendet. Ein Beispiel hierfür sei die Gauß-Funktion (Gaußsche Verteilungskurve), die auch als Normalverteilung bezeichnet wird und im Allgemeinen die Wahrscheinlichkeitsverteilung für bestimmte zufällig auftretende Ereignisse angibt. Die Gaußsche Radial-Basisfunktion (engl. Gaussian radial basis function)
kann wie folgt angegeben werden
{\displaystyle \mu _{i}({\underline {\phi }}({\underline {x}}(t)))=exp\left[-\left({\underline {\phi }}({\underline {x}}(t))-{\underline {c}}_{i}\right)^{T}{\tilde {\xi }}_{i}^{-2}\left({\underline {\phi }}({\underline {x}}(t))-{\underline {c}}_{i}\right)\right],\qquad {\underline {\phi }}(t)\in \Phi .}
{\displaystyle {\tilde {\xi }}_{i}} ist eine positive definite Diagonalmatrix
{\displaystyle {\tilde {\xi }}_{i}={\begin{bmatrix}{\sigma _{i,1}}&0&\ldots &0\\0&{\sigma _{i,2}}&\ldots &0\\\vdots &\vdots &\ddots &\vdots \\0&0&\ldots &{\sigma _{i,n_{\phi }^{g}}}\end{bmatrix}}.}
Die in der Diagonalmatrix {\displaystyle {\tilde {\xi }}_{i}} zu bestimmenden Standardabweichungen {\displaystyle \sigma _{i,j},\quad j=1,2\ldots ,n_{\phi }^{g}}  lassen sich mit
{\displaystyle \sigma _{ij}=\vartheta _{\sigma }{\frac {1}{N}}\sum _{k=1}^{N}|{c}_{ij}-{\tilde {c}}_{ik}|}
ermitteln. Die {\displaystyle {\tilde {c}}_{ik}} sind die {\displaystyle N} Nachbarpunkte vom jeweiligen Zentrum (Gleichgewichtspunkt) {\displaystyle {c}_{ij}}. Da der Proportionalitätsfaktor {\displaystyle \vartheta _{\sigma }} einen aktiven Einfluss auf die Ausdehnungen und Formen der einzelnen Basisfunktionen hat, sollte dieser im Bereich {\displaystyle 0<\vartheta _{\sigma }<1} liegen. Damit die Summe aller Gültigkeitsfunktionen die Forderung eins erfüllt, sind die Radial-Basisfunktionen zu normieren
{\displaystyle \rho _{i}({\underline {\phi }}({\underline {x}}(t)))={\frac {\mu _{i}({\underline {\phi }}({\underline {x}}(t)))}{\sum _{i\,=1}^{n_{\rho }^{g}}\mu _{i}({\underline {\phi }}({\underline {x}}(t)))}}.}